# Bulgària durant la Segona Guerra Mundial

Divisions provincials de Bulgària durant la Segona Guerra Mundial, en les quals es mostren les annexions de territoris:
Territori iugoslau
Territori iugoslau
Territori grec

La Història de Bulgària durant la Segona Guerra Mundial cobreix el període inclòs entre 1939 i 1945. Fins a l'1 de març de 1941, Bulgària es manté neutral en la guerra. En l'esmentada data, es converteix en aliada de les Potències de l'Eix fins al 9 de setembre de 1944, moment en què canvia de bàndol per integrar-se en el dels Aliats fins al final de la guerra. No obstant això, cal destacar que, a diferència d'altres països com Hongria o Romania que són, igual com la mateixa Bulgària, uns satèl·lits oportunistes del Tercer Reich que pretenen obtenir guanys territorials d'una aliança amb Alemanya, Bulgària va mantenir relacions diplomàtiques amb l'URSS a tota hora.

## Context

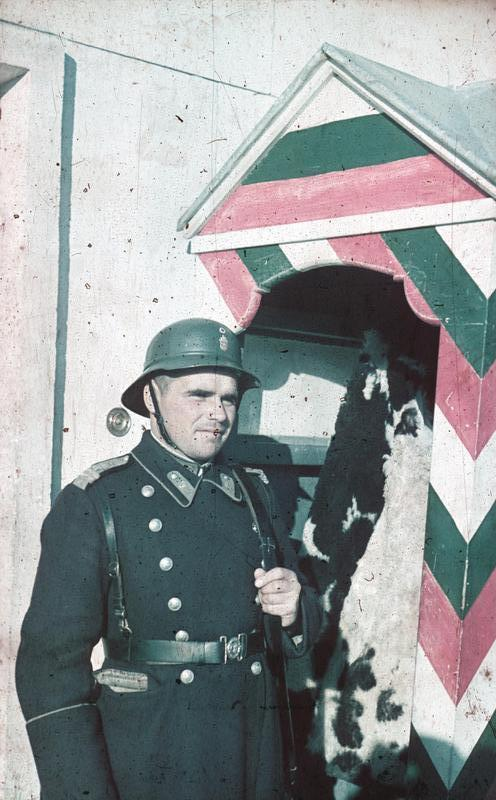
Guàrdia fronterer búlgar, 1942.

Bulgària no obté la independència de l'Imperi Otomà fins ben entrat el segle xix, concretament el 1878. El 1912, participa en la Primera Guerra Balcànica, contra Turquia, com a aliada de Grècia i Sèrbia, però després acaba en un malfadat enfrontament amb els seus aliats, amb el qual, finalment, el Tractat de Bucarest (1913), reparteix el territori de Macedònia entre Sèrbia i Grècia, a més d'obligar a la cessió de la totalitat de la Dobrudja a Romania; d'aquesta manera Bulgària només conserva una petita sortida cap a la mar Egea. Tot això explica per què, durant la Primera Guerra Mundial, Bulgària s'alia amb Alemanya, Àustria-Hongria i l'Imperi Otomà, ocupa Macedònia, el nord de Grècia (la Macedònia grega) i la Dobrudja. No obstant això, el 1918 es troba de nou en el bàndol dels derrotats: el Tractat de Neuilly, firmat el 1919 li fa perdre fins i tot l'accés a l'Egea (a més de petites rectificacions frontereres menors) i li prohibeix l'existència d'una aviació búlgara.
En el període d'entreguerras, prenent exemple del que succeeix en Alemanya, el rei Boris III de Bulgària n'obvia una per una les diverses clàusules del Tractat de Neuilly, primer de manera indirecta, però ja obertament a partir de 1930. Així, per exemple, es funda una Força Aèria de Bulgària el 1935. Al mateix temps, el país cau sota un règim fortament autoritari, després d'un període de disturbis i enfrontaments, especialment entre comunistes, revolucionaris macedonis i lligues feixistes.

## Neutralitat (1939-1941)
Quan esclata la Segona Guerra Mundial, el 1939, segueix al capdavant de la Monarquia búlgara Boris III. El seu govern es declara decidit a romandre neutral fins al final de la guerra, però espera aprofitar-se de la situació per treure profit en forma d'obtenció d'alguns territoris, especialment a les zones de població de majoria búlgara que els tractats anteriors han cedit als seus veïns. A finals de setembre, ocupada ja Polònia, Romania proposa un bloc balcànic neutral sota direcció italiana però Bulgària rebutja la proposta d'unir-se als seus veïns en l'Entesa dels Balcans, davant de l'esmentada possibilitat d'aconseguir guanys territorials en l'ambient de canvis i el pla fracassa. La mateixa situació geopolítica del país als Balcans acaba amb els intents de romandre neutral, de resultes de la pressió de les grans potències.
Bogdan Filov ocupa el càrrec de primer ministre el 16 de febrer de 1940. Es tracta d'una persona amb idees polítiques d'extrema dreta, de cultura alemanya i notori germanòfil. La germanofília del rei i del primer ministre contrasten amb els sentiments russòfils de la població. Cal recordar sobre això el suport prestat per Rússia a la independència búlgara, així com l'existència del paneslavisme.
El primer guany territorial, tanmateix, té lloc per la via de la negociació, a compte de Romania (Vegeu l'article Romania durant la Segona Guerra Mundial): amb el Tractat de Craiova, la Dobrudja meridional s'integra a Bulgària el 7 de setembre de 1940.

## Aliança amb les forces de l'Eix (1941-1944)
El novembre de 1940, durant una entrevista amb Hitler a Berlín, Mólotov havia expressat la voluntat de l'URSS d'incloure Bulgària en la seva esfera d'influència. El rebuig d'Alemanya d'aquesta sol·licitud serà un dels factors desencadenants del final del Pacte Mólotov-Ribbentrop firmat l'agost de 1939, i indirectament, per a Bulgària, del final del seu període de neutralitat.

Fronteres de Romania i Bulgària, en les quals es destaca la Dobrudja:
Dobrudja septentrional
Dobrudja meridional

Bulgària s'uneix gradualment a les Potències de l'Eix a l'hivern de 1940 - 1941. Després de rebutjar la firma del Pacte Tripartit que ja havia rubricat altres països de la zona, en al·legr el seu temor a represàlies soviètiques, els preparatius per a l'adhesió de Bulgària a l'Eix continuen discretament en els mesos següents. El gener els alemanys adverteixen als soviètics de la necessitat de travessar el país per atacar a les forces britàniques a Grècia i el mariscal de camp Wilhelm List es desplaça a Sofia. El 8 de febrer de 1941 firma un acord secret amb l'Alt Comandament búlgar que li assegura transport per a les tropes alemanyes però indica que l'Exèrcit búlgar no participarà en la campanya, sinó que es limitarà a mantenir l'ordre al país i guardar la frontera amb Turquia. El 28 de febrer de 1941 el primer ministre Bogdan Filov torna a viatjar a Viena i els alemanys comencen a construir tres ponts sobre el Danubi. Bulgària subscriu l'1 de març de 1941 el Pacte Tripartit i l'endemà les tropes alemanyes creuen el riu i entren al país.
El 6 d'abril, malgrat la seva adhesió a l'Eix, Bulgària limita la seva activitat militar durant la primera fase de la invasió de Iugoslàvia i de la batalla de Grècia, i deixa les operacions decisives a les mans dels exèrcits alemany i italià. La rendició de Iugoslàvia té lloc el 17 d'abril i la de Grècia es produeix el 30 d'abril.
El 20 d'abril, Bulgària adopta una actitud més activa: les tropes búlgares penetren a la regió de l'Egea, amb l'objectiu d'obtenir guanys territorials a Tràcia i a la Macedònia grega. Els búlgars ocupen un territori situat entre el riu Estrímon i una línia de demarcació que uneix Alexandrúpoli amb Svilengrad, a l'oest del riu Maritsa. A més d'Alexandrúpoli, aquesta zona comprèn les ciutats de Komotini, Serres, Xanthi, Drama i Kavala, així com les illes de Tassos i Samotràcia. Els territoris pertanyents a la Macedònia iugoslava (avui és Macedònia del Nord) i punts de l'est de Sèrbia són igualment objecte d'ocupació búlgara.
El 22 de juny de 1941, Bulgària no pren part en la Invasió de l'URSS al costat del seu aliat alemany. El Govern búlgar es veu tanmateix obligat pels alemanys a declarar la guerra al Regne Unit i als Estats Units d'Amèrica a finals de l'any 1941. Els Aliats bombardejaran sis vegades Sofia (la capital) i altres urbs de Bulgària entre novembre de 1943 i gener de 1944

L'ocupació de Grècia per l'Eix:
Territori ocupat per Bulgària

La invasió de l'URSS pels alemanys genera al país una onada de manifestacions i la constitució per part del clandestí Partit Comunista de Bulgària d'un moviment de resistència, el Front de la Pàtria. El Zveno, partit polític clarament ubicat a la dreta de l'espectre polític, però que és tanmateix hostil a l'aliança amb els nazis s'adhereix al capdavant de la Pàtria el 1943. Les partides de partisans es mostren particularment actives als sectors muntanyosos de l'oest i del sud del país.
El dia 13 de desembre de 1941, després de l'atac a Pearl Harbor per part del Japó, l'entrada en la guerra dels Estats Units d'Amèrica al costat dels Aliats, i la declaració de guerra d'Alemanya als Estats Units el dia 11 de desembre, Bulgària declara igualment la guerra als Estats Units, encara que continua declarant la seva neutralitat respecte de la Unió Soviètica.
L'agost de 1943, després d'un viatge a Alemanya, el rei Borís III mor prematurament, de forma bastant misteriosa, i deixa com a successor el seu fill Simeó II de Bulgària, de sis anys. Els tres homes que constitueixen el Consell de Regència, el príncep Ciril, l'antic president del Consell de Ministres Filov i el ministre de la Guerra Mitxov tots ells són d'extrema dreta. El príncep Ciril es trasllada en diverses ocasions a Berlín, no per discutir, sinó per rebre les ordres de Hitler.
Si bé formava part de les forces de l'Eix, Bulgària mantenia relacions diplomàtiques amb l'URSS. L'estiu de 1943, després d'haver esclafat les línies defensives alemanyes, al sector de Iași i de Chișinău, l'Exèrcit Roig s'aproxima als Balcans i a Bulgària. El 23 d'agost de 1944, Romania abandona el camp de l'Eix i declara la guerra a Alemanya. Els romanesos autoritzen llavors els russos a travessar el seu territori per penetrar a Bulgària. Els regents demanen llavors als representants de l'oposició la formació d'un Govern d'unitat, però els representants del Front de la Pàtria (que s'havia creat el 1942) rebutgen la cooperació amb els regents, que formen un Govern moderat format essencialment per polítics del Partit Agrari. El nou govern es retira del Pacte Tripartit però tracta de mantenir la neutralitat i de no declarar la guerra a Alemanya.

## La situació interior
Una de les peculiaritats de Bulgària entre els països de l'Eix és que el paper del Parlament de Sofia, la Sobranje, és efectiu: allà es voten les lleis, i a més es discuteix, es critica i es corregeix l'acció governamental. Una revista independent Mir, de tendències més aviat conservadores, és autoritzada per a la publicació d'algunes crítiques, tant sobre política interior com sobre política exterior. El març de 1941, els representants de l'oposició política coneguts per les seves opinions antialemanyes són internats, però la major part d'ells són posats en llibertat el juny de 1941. Els únics que són víctimes d'una persecució generalitzada són els comunistes.
La guerrilla del Front de la Pàtria disposava de 30.000 milicians. Perd 9.415 d'aquests soldats i 20.000 dels seus enllaços són executats per les autoritats (afusellats, penjats o cremats vius). D'altres desenes de milers van morir en camps de concentració.

## Els jueus a Bulgària
A Bulgària hi havia censats 50.000 jueus; a més, als territoris ocupats en Grècia i Iugoslàvia en vivien aproximadament uns altres 15.000. Els jueus búlgars són majoritàriament habitants a les ciutats, sent sovint obrers. No són rics, i l'antisemitisme no està especialment desenvolupat a Bulgària. Per expressar l'estat de l'opinió pública respecte dels jueus, Hilberg escriu que els jueus "no despertaven ni una simpatia extraordinària, ni una hostilitat excepcional".
Aquesta absència d'antisemitisme declarat no impedeix que el Parlament búlgar adopti lleis antijueves. Segons una llei promulgada el 21 de gener de 1941, en el moment en el qual es produeix l'acostament cap a Alemanya, queden prohibits els matrimonis mixtos, els funcionaris jueus són acomiadats i s'instaura un numerus clausus entre els treballadors independents, però un tribunal administratiu suprem exclou de la llei a una categoria de "jueus privilegiats", és a dir, per exemple els antics combatents i els orfes de guerra. Les empreses no autoritzades a seguir amb les seves activitats són venudes d'ofici o sotmeses a una arianització obligatòria.
Molts jueus no posseïdors de mitjans de fortuna no resulten afectats per aquestes mesures d'expropiació, i a més són allistats al servei de treball obligatori, com la resta de ciutadans búlgars. El Servei Alemany de Treball rebutja llavors tota cooperació amb el Servei búlgar de treball, i l'ambaixador alemany Beckerle només aconsegueix que a partir d'agost de 1941 es creï un servei de treball jueu especial en el qual els jueus no portin uniforme, sinó una estrella. Són 3.300 el juny de 1942 i 10.000 a la primavera de 1943.
A partir de finals de 1941, els alemanys exerceixen pressions cada vegada més intenses perquè els jueus siguin concentrats per a la seva deportació. Quan els alemanys creuen haver aconseguit avenços en aquest sentit, per exemple, el juny de 1942, quan el ministre de l'interior Grabowski sol·licita l'expulsió de tots els jueus de la capital, es troben que a Bulgària els poders es troben prou disseminats en múltiples nivells perquè totes les mesures decisives desitjades pels alemanys es vegin bloquejades a la pràctica. El rei Boris manté bones relacions amb els dirigents jueus. Arran d'una manifestació de 350 jueus al pati del Ministeri de l'Interior, Grabowski fa marxa enrere. L'Església ortodoxa es compromet en favor dels jueus: el 27 de setembre de 1942, el metropolita Esteve dona el tret de sortida per a una campanya contra l'obligació de portar l'estrella, en un sermó en el qual afirma que no correspon als homes torturar o perseguir els jueus. Així, encara que les autoritats búlgares hagin efectivament pres mesures per a l'expulsió de tots els jueus de la capital, que per als alemanys no és sinó el primer pas per a la seva deportació final, els búlgars sabran oposar la inèrcia suficient com per bloquejar els projectes alemanys.
Si bé els jueus de la "Vella Bulgària" van quedar, doncs, preservats del pla d'extermini previst pels nazis, els dels nous territoris, Tràcia i Macedònia, annexionats el 1941, foren majoritàriament deportats i exterminats majoritàriament. El gener de 1943, el nazi Theodor Dannecker, adjunt d'Adolf Eichmann, arriba des de França per conduir les operacions de deportació a Bulgària. El 5 d'abril, dels 6.000 jueus de Tràcia, 4.221 han estat deportats, així com 7.122 dels 8.000 jueus de Macedònia. Dimitar Peixev, vicepresident de la Sobranje, el Parlament búlgar, presenta llavors una moció de censura i acusa el Govern d'atrocitats produïdes durant les deportacions. La deportació de 6.000 jueus de la vella Bulgària, promesa als alemanys, es veu llavors frenada.
El 30 d'agost de 1944, els diaris de Sofia anuncien que el Govern ha decidit la derogació de tota la legislació antisemita.

## En el camp dels Aliats (1944-1945)

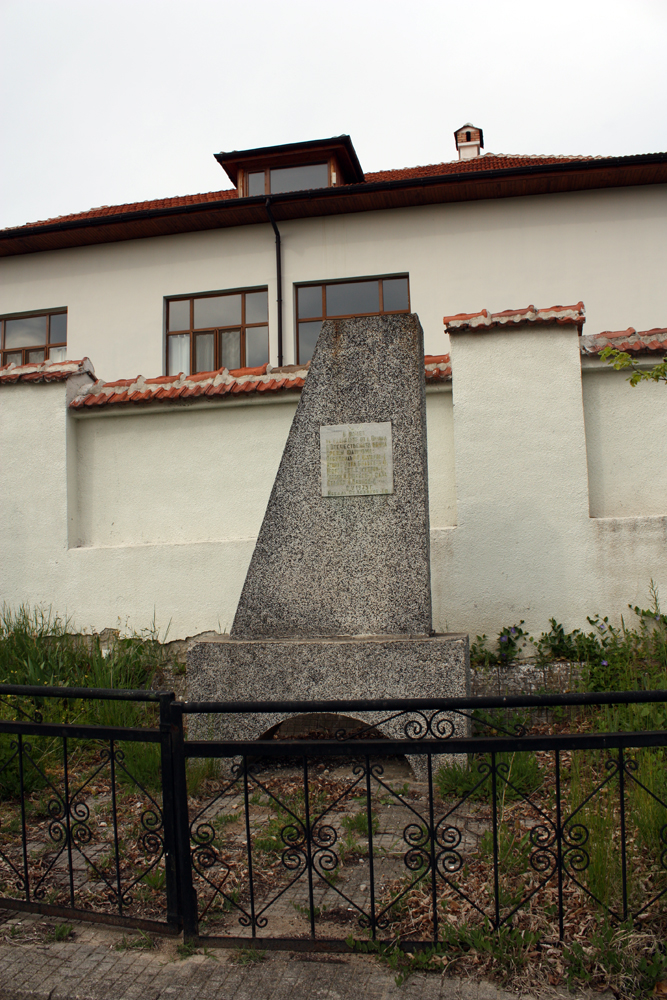
Monument als caiguts en la guerra al poble d'Otxuixa

El 5 de setembre de 1944, la Unió Soviètica declara la guerra a Bulgària i envaeix el país. Les tropes soviètiques ocupen el nord-est del país, amb els ports de Varna i de Burgàs. L'Exèrcit búlgar rep l'ordre de no oposar resistència. El 8 de setembre de 1944, els búlgars canvien de camp i s'alien amb l'URSS en la guerra contra Alemanya.
En la nit del 8 al 9 de setembre de 1944, una revolució organitzada per Damian Veltxev, un oficial membre del Zveno, dona el poder a la resistència del Front de la Pàtria amb Kimon Gueorguiev com a primer ministre. Bulgària es rendeix el 9 de setembre i declara el 10 de setembre de 1944 la guerra a Alemanya que intenta, sense èxit, imposar un govern titella dirigit per Aleksandar Tsankov. A Macedònia, alguns oficials búlgars d'alt rang es mantenen fidels als alemanys, però les tropes es revolten i tornen a les fronteres de l'antiga Bulgària.
Tres Exèrcits búlgars, que apleguen gairebé 500.000 homes, participen en l'esforç de guerra aliat, entrant a Iugoslàvia amb l'objectiu de bloquejar el replegament de les tropes alemanyes estacionades a Grècia. L'est i el sud de Sèrbia, així com Macedònia, són alliberades en un mes, i els 150.000 homes del Ier Exèrcit prossegueixen la lluita a Hongria i, l'abril de 1945, a Àustria. Estableixen contacte amb els britànics del 8è exèrcit britànic a Klagenfurt, el 8 de maig de 1945. Bulgària va perdre 32.000 de soldats i oficials en la guerra contra l'Eix.

## Epíleg
Després de la Segona Guerra Mundial, un govern dirigit per Gueorgui Dimitrov s'instal·la en la nova República Popular de Bulgària. La monarquia queda abolida i el rei es veu forçat a l'exili.
El Tractat de París (1947) confirma la pertinença de la Dobrudja meridional a Bulgària, mentre que els territoris a la vora de la mar Egea són restituïts a Grècia. 150.000 búlgars són expulsats d'allà.
El total de víctimes de la Segona Guerra Mundial a Bulgària s'estima en unes 50.000 persones.